# 水平分支

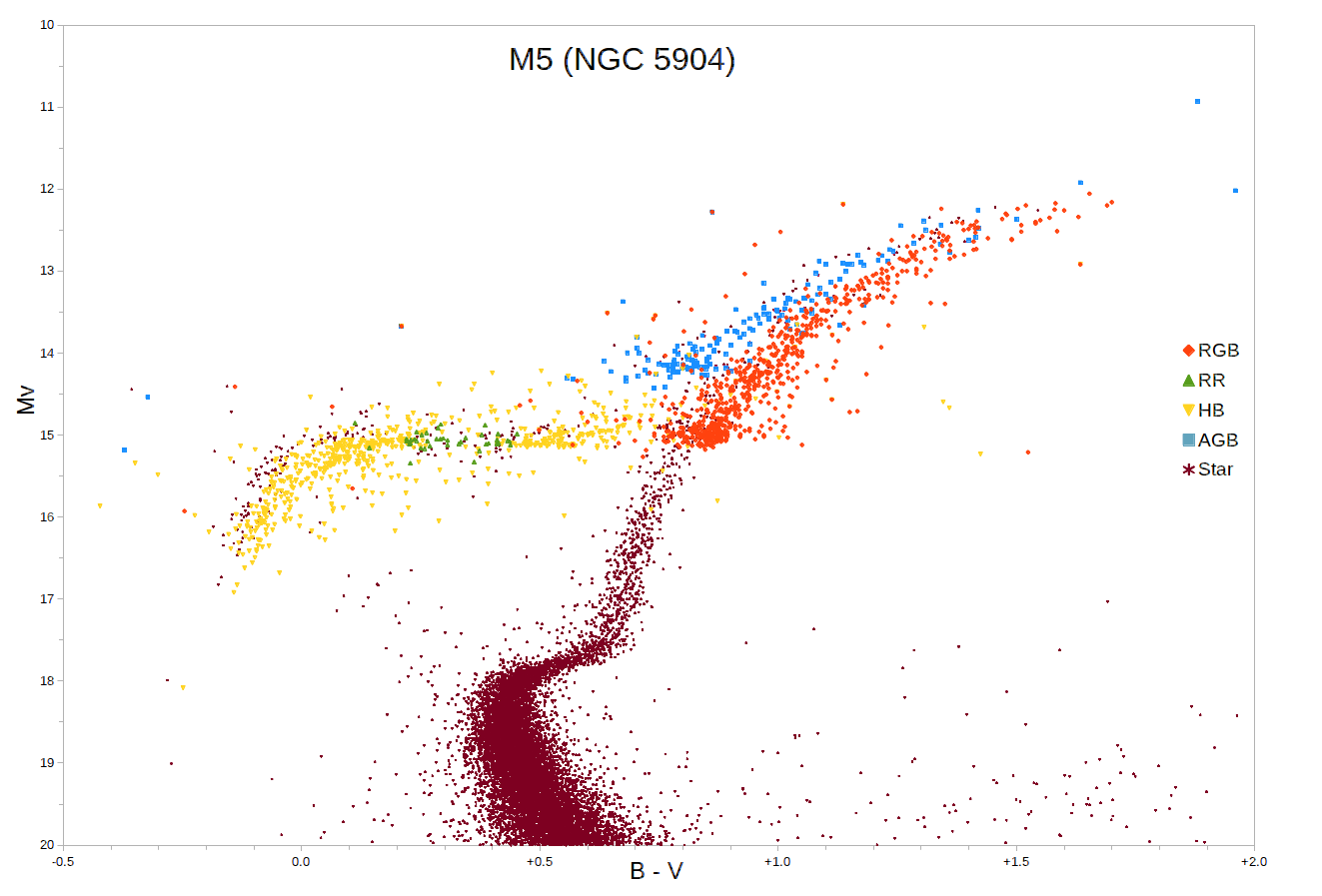
球狀星團M5的赫羅圖。水平分支以黃色標示，天琴座RR型變星以綠色標示，還有較明亮的紅巨星分支恆星以紅色標示。

水平分支（HB）是質量與太陽相似的恆星緊接在紅巨星分支後面的一個恆星演化階段。水平分支恆星的能量是通過在核心的氦融合（三氦反應）和圍繞著核心的一圈氣體的氫融合（碳氮氧循環）。在恆星核心的氦融合開始之際，進入紅巨星分支前端的恆星結構產生巨大的變化，導致整體光度的減少，恆星外殼的收縮使表面達到更高的溫度。

## 發現
水平分支的恆星是在研究球狀星團光度的第一張深度攝影的影像中發現的，並且值得注意的是不存在於當時已經研究過的所有疏散星團中。所以命名為水平分支是因為這些低金屬量的恆星集團，像是球狀星團，HB恆星位於色-光圖（CMD）上大致是水平的排列。

## 發展

顯示水平分支和紅群聚的類太陽恆星演化軌跡。

在耗盡它們核心的氫燃料之後，恆星離開主序帶並開始核心周圍氫殼中的氫融合，並成為紅巨星分支的巨星。恆星質量未達到太陽2.3倍以上的，氦核心成為簡併物質的區域，不再能提供能量。但因為在氣體殼層的氫融合，使氦核持續成長，溫度也繼續增加。
如果恆星的質量超過0.5太陽質量，核心的溫度最終會達到3α反應所需的溫度使氦成為碳。氦融合的啟動始於核心區域，這將導致立即的溫度上升，並迅速加速融合。在幾秒鐘內，核心成為非簡併物質，並且快速的膨脹，產生稱為氦閃的事件。非簡併態的核心能更順利的啟動核融合，並且不會發生氦閃。這個事件的輸出會被上面的電漿層吸收，所以從外部看不到這個效果。恆星現在達成了一個新的流體靜力平衡狀態，其演化路徑從赫羅圖的紅巨星分支（RGB）切換到水平分支。
初始質量在2.3 M☉至8 M☉之間的恆星，有更大的氦核，並且不會成為簡併態。相反的，它們的核心會達到舍恩伯格-錢德拉塞卡質量，不再維持流體靜力或熱平衡。它們然後會收縮並且加熱，在核心成為簡併態之前便觸發氦融合。這使恆星在核心的氦融合過程中也會變得更熱，但它們有不同的核心質量，因此光度會與水平分支的恆星不同。它們的核心在氦融合過程中的溫度變化，會在移動到漸近巨星分支之前執行一個藍迴圈。質量比約8 M☉更大的恆星也能順利的點燃它們核心的氦，並繼續燃燒較重的元素成為紅巨星 。
恆星在水平分支上逗留約1億年，如同維里定理顯示的一樣，它們也會以與在主序列上的恆星一樣的方式慢慢的變得更加明亮。當它們在核心的氦也耗盡時，他們就會在漸近巨星分支（AGB）的氦殼層燃燒過程中前進。在AGB，它們的溫度逐漸將低，亮度也逐漸增加。。

## 水平分支形態
在氦閃之後進入水平分支的恆星，都有非常相近的核心質量。這意味著它們具有分常相似的光度，並在依據是星等在赫羅圖上繪製的分支是水平的。
水平分支星的大小和溫度取決於氦核心周圍剩餘的氫包層的質量，有越大氫包層的恆星温度越低。這就形成沿著水平分支分布的恆星有著相同的光度。溫度變化效應在金屬量較低的恆星較為強烈，因此老的星團通常有比較明顯的水平分支。
雖然水平分支的命名得自於在所跨越的溫度範圍內由有相近絕對星等的大量恆星組成，而位於色-光圖上的水平線上，但該分支在藍色端偏離了水平。因為藍色星的溫度較高但有著較低的光度，因而是以"藍色尾巴"結束，偶爾極熱的恆星還帶有"藍鉤"。當繪製總光度圖時，它也不是水平的，越熱的水平分支恆星光度會比冷的水平分支恆星低。
最熱的水平分支恆星，稱為極端水平分支，有20,000－30,000k的溫度。這遠遠的超出了正常核心氦燃燒的預期。解釋這些恆星的理論包括連興的交互作用和在核融合停止和恆星進入超級星風階段之後，漸近巨星分支（AGB）恆星經常經歷和發生的熱脈衝："後期熱脈衝"。這些再"重生"的恆星具有不尋常的特性。  儘管這是一個奇怪卻冠冕堂皇的過程，預計會有10%或更多的AGB恆星會發生；雖然被認為只有特別晚期的熱脈衝創造出極端水平分支恆星，在行星狀星雲階段之後，在中心的白矮星已經開始降溫了。

## 天琴座RR縫隙

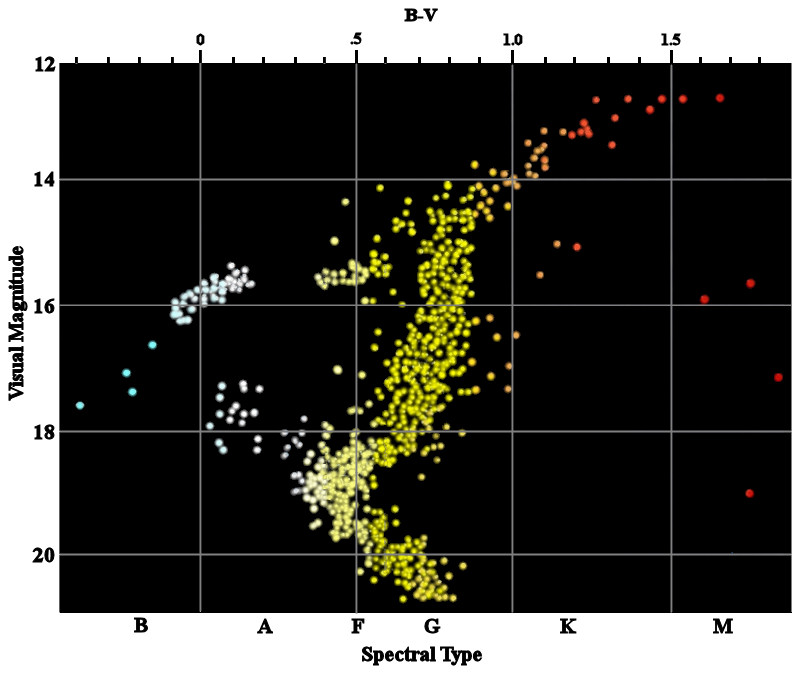
球狀星團M3的顏色-星等圖。

球狀星團的顏色-星等圖（CMD）通常會有明顯的水平分支縫隙。在CMD的這個縫隙不要錯誤的建議在星團的顏色-星等圖的這個區域沒有恆星。這個縫隙發生在恆星的不穩定帶，使得在這個區域的許多恆星都是脈動星。有著脈動的水平分支星稱為天琴座RR型變星，它們的亮度有著明顯的變化，週期可以長達1.2天。  
它需要一個擴充的觀測程序以建立恆星真實的視星等和顏色。這樣的程序通常超過了對群集的顏色-星等圖調查的範圍。正因為如此，在變星的調查中，這些恆星被記錄在星團的恆星數量表中時，這些變星因為沒有足夠的資料正確的繪它們的位置，因而不會包含在星團的CMD圖形中。這種遺漏常常導致在許多發表的球狀星團CMD圖中看見"天琴座RR縫隙"。

## 與紅群聚的關係
與此相關的恆星是巨星群聚，那些屬於所謂的紅群聚，是相對年輕（並且因此更重）並且是富金屬的第一星族星，通常相對於水平分支星（屬於第二星族星）。水平分支星和巨星群聚的恆星都在其核心將氦融合成碳，但其外面結構的差異導致不同類型的恆星有不同的半徑、有效溫度和顏色。由於色指數是赫羅圖的橫坐標，儘管它們有著共同的能量來源，不同類型的恆星出現在顏色-星等圖（CMD）的不同部分。事實上，紅群聚代表了水平分支的一個極端狀態：所有的恆星都在水平分支的紅色端，可能很難與首次上升進入紅巨星分支的恆星區分開。